# Font del poble d'Oix
La Font del poble d'Oix és una font de Montagut i Oix (Garrotxa) inclosa a l'Inventari del Patrimoni Arquitectònic de Catalunya.

## Descripció
Es tracta d'una font situada al final de carrer Major d'Oix, pel costat de tramuntana, lloc d'on parteix la pista de muntanya que, passant pel Pairé, mena al coll de Bestrecà. Va ésser realitzada amb carreus ben tallats, utilitzant la pedra del país. A la zona inferior hi ha el doll d'aigua. A la part central hi ha la següent llinda: "AÑO 1893".

## Història
Està coronada per una capelleta amb la imatge de Sant Martí. Aquesta és de guix pintat i va ésser realitzada a un del nombroses tallera d'imatgeria religiosa que existien a la capital garrotxina.